# Saint-Germain (Ardèche)
Saint-Germain – miejscowość i gmina we Francji, w regionie Owernia-Rodan-Alpy, w departamencie Ardèche.
Według danych na rok 1990 gminę zamieszkiwało 340 osób, a gęstość zaludnienia wynosiła 36 osób/km² (wśród 2880 gmin regionu Rodan-Alpy Saint-Germain plasuje się na 1290. miejscu pod względem liczby ludności, natomiast pod względem powierzchni na miejscu 1165.).